# Крутики (сельское поселение Хорошево)
Крутики — деревня в Ржевском районе Тверской области. Входит в состав сельского поселения «Хорошево».

## География
Находится в южной части Тверской области на расстоянии приблизительно 22 км по прямой на запад-северо-запад от вокзала станции Ржев-Балтийский на правом берегу Волги.

## История
На карте 1825 года здесь была отмечена деревня Пайкова (Панкова), ныне восточная часть деревни Крутики. В 1859 году здесь (деревня Пайково Ржевского уезда Тверской губернии) было учтено 2 двора, в 1939—10 дворов в Пайково и 7 в уже появившихся Крутиках.

## Население
Численность населения: 15 человек (1859 год), 2 (русские 100 %) в 2002 году, 1 в 2010.